# 秦道顯
秦道顯（？—？），字如晦，號涵一，河南河南府洛陽縣人，明朝政治人物。

## 生平
兄弟五人同爨。己巳（官年）正月初十日生，治易经。萬曆十六年（1588年）戊子科河南鄉試第七十二名舉人，二十三年（1595年）乙未科三甲二十八名進士。禮部觀政，本年六月授陕西蒲城縣知縣，二十四年丁憂，二十七年補襄垣知縣，二十九年（1601年）調臨汾縣，三十三年升工部虞衡司主事，三十五年行取，三十六年（1608年）八月調禮部祠祭司主事，三十七年（1609年）升禮部主客司員外郎，三十八年升郎中，三十九年（1611年）八月出為浙江按察司副使兼浙江布政使司參議，璫党王万经横索淮民金钱数百万，逃居海岛，淮抚购之弗能得，秦道显诱擒之。一日倭衆十三人失风至宁波，武弁欲俘之以邀赏。秦道显曰：“置无辜于死地，而因以为功，谓情法何？”固执不从。四十三年（1615年）六月升四川布政使司參政，四十四年考察免职。

## 家族
曾祖秦謙。祖秦鐶。父秦春，寿官。母史氏。严侍下。娶何氏，继娶王氏。子名藩、名翰。